# CNN+
CNN+ fue un canal de televisión abierta en español que emitía noticias. Fue lanzado el 27 de enero de 1999. CNN+ era producido por la Compañía Independiente de Noticias de Televisión, empresa participada en un 50% por la compañía española Sogecable (desde 2010, Prisa TV) y en otro 50% por la compañía estadounidense Turner Broadcasting System, propietaria de la cadena de noticias CNN.
Desde su aparición en la TDT, compartió estructura y redacción con Noticias Cuatro. En 2009, además, integró su web cnnplus.com con la de Noticias Cuatro. El programa estrella de esa web, El informativo en la red, pasó a tener una única edición y a ser presentado por caras de una u otra cadena indistintamente.
Hasta el cese de emisiones, sus estudios centrales se encontraban en el edificio de Sogecable, situado en la localidad madrileña de Tres Cantos.
Podía verse a través de la plataforma de televisión satelital Canal+ (entonces Digital+) y en Movistar Imagenio, y también gratuitamente a través de la televisión digital terrestre en el multiplex que pertenecía a Sogecable y, para el resto del mundo por internet.
El canal finalizó sus emisiones el 28 de diciembre de 2010 a las 0:00 horas por la fusión de Gestevisión Telecinco y Sogecuatro. CNN+ fue reemplazado por el canal Gran Hermano 24 horas, que ocupó su frecuencia en la TDT de forma temporal hasta el 1 de marzo de 2011, cuando fue reemplazado a su vez por Divinity.

## Tiempo de emisión
El contrato de Sogecable con CNN caducó en enero de 2009, aunque se mantuvo prorrogado temporalmente hasta el cese de emisiones que se produjo el 28 de diciembre de 2010. Desde el 1 de enero de 2009 hasta el fin de emisiones, el canal retransmitió el Sorteo de la ONCE así como microrreportajes sobre la labor social de esta organización de ayuda a las personas con discapacidad.
Para asentar dicho de mercado antes del ya efectuado apagón analógico (2 de abril de 2010), CNN+ estrenó nueva programación en el primer trimestre de 2010.
El 14 de enero de 2010 se estrenó el magacín despertador  Matinal Cuatro/CNN+ (de 7:00 a.m. a 9:30 a.m.) en emisión simultánea con Cuatro. El 8 de febrero de 2010 se estrenó el nuevo magacín nocturno Hoy (de 10:00 p. m. a 12:00 a.m.). El 1 de marzo de 2010 se estrenó el nuevo magacín vespertino Cara a cara: la tarde en directo (de 5:00 p. m.  a 8:00 p. m.). El 15 de marzo de 2010, se estrenó el nuevo magacín matinal La mañana en directo (de 9:30 a.m. a 1:00 p. m.).
El 13 de febrero de 2010, el canal lanzó un cambio de imagen corporativa con el cambio de decorados y grafismos. Estos cambios junto al estreno de los nuevos magacines informativos obedecen al esfuerzo del canal para desvincularse de Noticias Cuatro (tras la fusión por absorción de Sogecuatro por parte de Gestevisión Telecinco) para convertirlo en un canal de programas de actualidad e informativos y dejar atrás la programación "todonoticias" con la rueda habitual de informaciones.
Sobre el futuro de CNN+ en la TDT, a principios de 2010, la información fue contradictoria: mientras que en enero de 2010 se indicaba que CNN+ abandonaría la TDT para dejar paso a un nuevo canal de noticias de Telecinco, en marzo de ese mismo año, en medio de la renovación de programación del canal, se informó de que CNN+ no entraba dentro del acuerdo de fusión entre Gestevisión Telecinco y Sogecuatro, ya que Gestevisión Telecinco cedió una de sus 8 señales para que Sogecable la gestionara en su totalidad para emisión en abierto, la de CNN+.
Finalmente, el 10 de diciembre de 2010 se confirmó la noticia de que el Grupo Prisa cerraría el canal el 31 de diciembre de 2010, trasladando a todos sus trabajadores a la agencia de noticias Atlas, propiedad de Telecinco. 
Desde 31 de diciembre de 2010 hasta el 1 de marzo de 2011, Gran Hermano 24 horas estuvo temporalmente disponible en la TDT en el canal virtual que ocupaba CNN+. En marzo de 2011, GH24 fue reemplazado por Divinity, un canal de Telecinco destinado al público femenino que emite telenovelas, películas, series y programas. En noviembre de 2011, una de sus presentadoras Esther Cervera Barriga, publicó el libro de la historia y el trabajo periodístico del canal. "CNN+. Mucho más que noticias. 12 años de periodismo e información continua", de la editorial Fragua.

## Organización interna
Su funcionamiento ha sido novedoso en el terreno de la televisión ya que fue, tras el Canal 24 horas de Televisión Española, pionero en la información continua en España. Su estructura era la siguiente:
- Redacción. Se divide en tres secciones informativas: Nacional, Internacional y Economía. Se considera que los redactores deben ser "todoterreno" y capaces de cubrir cualquier noticia, aunque algunos redactores y reporteros adquieren mayor grado de especialización. El sistema informático que se usa es el Avid, tanto para escribir como para el montaje. En cuanto a las corresponsalías, CNN+ dispone de dos en Estados Unidos, una en Washington D. C. y otra en Atlanta desde donde se gestiona toda su relación audiovisual e informativa con CNN, tomando sus imágenes, señales por satélite de todo el planeta e incluso haciendo uso de sus corresponsales tanto en países de habla hispana como inglesa. También poseen corresponsales por cuenta propia en Bruselas, Buenos Aires, Jerusalén, Londres, París, Pekín, Rabat y Roma. Este canal únicamente tiene delegaciones autonómicas en Bilbao, Sevilla y Barcelona (está última cubre principalmente Cataluña, y finalmente Comunidad Valenciana y Baleares), ya que para el resto de las zonas de España desplaza a enviados especiales y contrata la realización técnica a una productora externa.

- Producción en línea. Esta sección se encarga de crear las escaletas de emisión ya que, contra todo lo que se pueda pensar, CNN+ no suele emitir en directo salvo las comparecencias, ruedas de prensa o acontecimientos relevantes (además de que no existe un turno de redacción de noche real ya que solo hay un redactor que prepara la escaleta de noticias para el equipo de matinal pero él solo, sin presentador ni personal de control o realización).

- Tráfico. Se encargan de cuadrar las escaletas de emisión con la publicidad, espacios temáticos y programas especiales del canal.

- Asignaciones. Equivale al tradicional departamento de Producción de programas. Gestiona las señales de satélite, acuerda entrevistas, realiza las previsiones informativas o, por poner algún otro ejemplo, localiza a cualquier personaje, famoso o experto necesario para un programa.

- Documentación. Encargados de localizar las imágenes en el archivo para posteriormente volcarlas en el sistema informático del canal.

- Montaje. Los montadores en CNN+ se encargan de editar los vídeos que bien por su complicación técnica o por la necesidad de ser editados con rapidez, no sean capaces los redactores de hacerlos ellos mismos. Son pocos ya que se parte de la premisa de que sean los redactores quienes controlen su pieza o vídeo de principio a fin, una decisión que ahorra mucho dinero a cualquier cadena de televisión, a costa de sacrificar calidad en el producto final, dado que la formación de periodismo carece de los conocimientos necesarios en lenguaje audiovisual y de operación de equipos.

- Enlaces. Se encargan de volcar en el sistema informático las señales de las agencias de noticias nacionales e internacionales y todo el material de que llegue a la redacción (cintas de vídeo, DVD, etc.)
- Realización, control y sonido.
- Editores. Los editores son, normalmente, tres al día y sus funciones son las habituales de edición de textos de los redactores, control de noticias, etc.
- Grafismo. Departamento encargado de la elaboración de todos los elementos gráficos de CNN+ y Noticias Cuatro. El principal programa utilizado es Viz|Artist, que permite la realización de gráficos en tiempo real.
- Cámaras.
- Continuidad.
- Sonorización.
- Autopromociones. Se encarga de publicitar los programas de la cadena.
- Secretaría de redacción.
- Conductores y mensajeros.
- Recursos humanos y personal.

## Plantilla de periodistas
- Alberto Gómez
- Aldara Martitegui
- Alexia Acosta Ainadjian
- Alicia Martín
- Almudena Gómez
- Alonso Trenado
- Álvaro Moreno de la Santa
- Álvaro Pastor
- Ana Fraga
- Ana García
- Ana García-Siñeriz
- Ana Jiménez
- Ana Lorenzo
- Ana Ortas Pau
- Ángel Sastre
- Antonio San José
- Antonio Sánchez
- Antonio Valverde
- Beatriz Benayas
- Belén Ayala
- Belén Chiloeches
- Benjamín López
- Bernardo de Miguel
- Carlos de Vega
- Carmela Ríos
- Cecilia Encinas
- Concha Boo
- Cristina Herráez
- Cristina Montalbo
- Daniel Serrano
- David Alvarado
- David Tejera
- Eduardo Córdoba Vallet
- Edurne Arbeloa
- Elena Miñambres
- Enrique Nárdiz
- Enrique Pérez Mateo
- Esther Cervera
- Esther Vera
- Fátima Mera
- Georgina Ferri
- Gorka Angulo
- Guadalupe Megías
- Guillermo Gutiérrez
- Habi Douaoui
- Inma Coronel
- Irene Morilla
- Irene Serna
- Isabel Sanz
- Ismael Monzón
- Iñaki Gabilondo
- Íñigo Soto
- Javier Bosque
- Javier García-Prieto
- Javier Martín Gaitero
- José Levy
- José Luis García-Serrano Pazos
- José María Calleja
- José Ramón Pindado
- Juan Antonio Nicolay
- Juan Carlos Flores
- Juan Tejón
- Juan Tortosa
- Lara Vadillo
- Leticia Iglesias
- Letizia Ortiz
- Lorena Sanz
- Lorena Tortosa
- Luz Cepeda
- Mario Saavedra
- Marta Núñez
- Marta Soria
- María Cheda
- María Galán
- María Xosé López
- Mercedes Hernando
- Miguel Ángel Antoñanzas
- Miriam Lorenzo
- Montse Hidalgo
- Morgan Neill
- Mónica Andrade
- Mónica Sanz
- Naiara Galarraga
- Noemí Cuní
- Olga Rodríguez
- Óscar Díaz de Liaño
- Paloma López del Hierro
- Patricia Corral
- Pepe Barroso
- Rafa González
- Rafa de Miguel
- Rafael Lechner
- Ramón Abarca
- Raquel Duva
- Raquel Redondo
- Rey Rodríguez
- Roberto Fernández
- Roger Persiva
- Salomé Machío
- Sandra Golpe
- Santiago Saiz
- Sara Domínguez
- Silvia Intxaurrondo
- Susana Camacho
- Tatiana Bensa
- Vanesa Sáez
- Victoria Lafora
- Víctor Esteban

## Audiencias
A pesar de que este canal de televisión comenzó sus emisiones el 27 de enero de 1999, sus audiencias comenzaron a ser medidas en 2007:
| Año  | Enero | Febrero | Marzo | Abril | Mayo | Junio | Julio | Agosto | Septiembre | Octubre | Noviembre | Diciembre | Media anual |
| ---- | ----- | ------- | ----- | ----- | ---- | ----- | ----- | ------ | ---------- | ------- | --------- | --------- | ----------- |
| 2007 | 0,7%  | 1,0%    | 1,0%  | 0,8%  | 0,8% | 0,7%  | 1,0%  | 0,9%   | 0,8%       | 0,8%    | 0,9%      | 0,8%      | 0,9%        |
| 2008 | 0,8%  | 0,9%    | 1,1%  | 0,9%  | 0,9% | 1,0%  | 1,0%  | 1,1%   | 1,0%       | 0,8%    | 0,7%      | 0,7%      | 0,9%        |
| 2009 | 0,8%  | 0,8%    | 0,7%  | 1,0%  | 0,8% | 0,8%  | 0,9%  | 0,9%   | 0,7%       | 0,5%    | 0,6%      | 0,5%      | 0,8%        |
| 2010 | 0,4%  | 0,5%    | 0,5%  | 0,6%  | 0,7% | 0,7%  | 0,7%  | 0,7%   | 0,6%       | 0,6%    | 0,5%      | 0,6%      | 0,6%        |